# 野手
野手（やしゅ）とは、野球やソフトボールで、
1. 広義には、守備側の選手のことである。公認野球規則の第2章においてはこれを定義としている。これはすなわち、投手、捕手、一塁手、二塁手、三塁手、遊撃手、左翼手、中堅手、右翼手の9人を指す。
日本ではしばしばこれらをそれぞれ、ピッチャー、キャッチャー、ファースト、セカンド、サード、ショート、レフト、センター、ライトと呼ぶことがある。指名打者は守備につかないので野手には含まれない。
2. やや狭義には、投手以外のポジションを守る、捕手、一塁手、二塁手、三塁手、遊撃手、左翼手、中堅手、右翼手の8人を指す。特に投手について特別に述べる必要がある場合、意図的に投手と野手の用語を書き分ける文脈においてこのように用いられる。
3. より狭義には、一塁手、二塁手、三塁手、遊撃手、左翼手、中堅手、右翼手の7人を指す。特に投手と捕手について特別に述べる必要がある文脈においてこのように用いられることがある。

一塁手、二塁手、三塁手、遊撃手を総称して内野手、左翼手、中堅手、右翼手を総称して外野手と呼ぶことがある。また、投手と捕手を総称してバッテリーと呼ぶことがある。ただし文脈によっては、内野手の中に投手と捕手が含まれることもある。
選手登録上では野手は投手以外の選手（上記2に該当）で、「捕手」と上記3に定義する「内野手」「外野手」に区分される。なお、指名打者や代打・代走専任の選手でも「打者」「走者」という区分はなく、捕手・内野手・外野手のいずれかで登録される。この登録は投手も含め、出場できるポジションを制限するものではない。

## 守備位置
それぞれの野手はおよそ次の図および解説に示す位置（守備位置という）に立つ。ただし、守備位置は試合の状況により変化することがあり、投手と捕手以外は目安である。
- 投手（ピッチャー）　プレートの上に立つ。
- 捕手（キャッチャー）　本塁の少し後ろに位置する。
- 一塁手（ファースト）　一塁の付近に立つ。
- 二塁手（セカンド）　二塁から一塁に少し寄った所に立つ。
- 遊撃手（ショート）　二塁から三塁に少し寄った所に立つ。
- 三塁手（サード）　三塁の付近に立つ。
- 左翼手（レフト）　遊撃手の後方に立つ。
- 中堅手（センター）　二塁の後方に立つ。
- 右翼手（ライト）　二塁手の後方に立つ。

投球前は、投手と捕手の守備位置は上記に示した位置でなければならないが、それ以外の野手はフェアゾーン内であれば、打者の邪魔をしない限りどこにいても良い。ただし、一塁手用に規定されたグラブまたはミットを着用できるのは、打順表において一塁手に指定された者のみに限られる。また打者がボールを打った後は、投手と捕手も含め全ての野手が、フェアゾーン・ファウルゾーンを問わず自由に移動することができる。さらに、「一塁手」「二塁手」「三塁手」「遊撃手」と名がついているからといってそれぞれの塁や居場所以外守ってはいけないわけではなく、タッチアップやバント処理の際に遊撃手が二塁手や三塁手の、二塁手が一塁手の（要は自分がすぐに飛んで行ける場所の）ベースカバーに就く事もある。投手も投球後は野手と同じ扱いであるので、当然ベースカバーに就くことができる。極端な守備位置はシフトと呼ばれ、内野5人シフト（外野手の1人が内野を守る）や外野4人シフト（内野手の1人が外野を守る）、打球方向の傾向の強い打者に対して一塁側や三塁側に野手を集中的に守らせるシフトなどもある。ただし守備位置は番号等で申告された位置で記録される。例えば左翼手がゴロを処理してアウトとなった場合、通常は三塁手が守備する位置であっても記録上はレフトゴロとなる。
「会心の打球は野手の守備の定位置に飛ぶ」という定石があり、そのことから野手の定位置が決まったとされる。

## 投手と野手の関係
野手と投手の間には微妙な距離があり（敬称の有無などに現れている）、野手は守備・バッティングでチームに貢献するのは当たり前で、更には投手の投球にも報いなければならないのである。その一方で、「投手も自分の仕事は投球だけではなくグラウンドに立てば守備やバッティングでチームに貢献しなければならないのだから、9人目の野手である」という考え方も存在する。桑田真澄などがこれを実践しているとして過去に賞賛されていた。